# 安納サオリ
安納 サオリ（あのう サオリ、1991年2月1日 - ）は、日本の女性プロレスラー、女優。滋賀県大津市出身。スターダム所属。芸能事務所ロストワンズ所属。血液型A型。

## 来歴
プロレスラーのデビュー前は、女子プロレス団体スターダムの芸能部門であるスターダム・プロモーションに所属し、舞台を中心に活動していた。

### Actress girl'Z時代
事務所の先輩であったまなせゆうなの指導を受け、2015年5月31日、新木場1stリングで行われた「Actress girl'Z プロローグ大会」でプロレスデビュー。デビュー戦は金村香織&なつみ戦（パートナーはまなせゆうな）。金村のクレナイ＝ブレーンバスタースラムに15分29秒で沈んだ。なお、このとき着ていた青いコスチュームはまなせがデビュー戦で着ていたものである。以降、まなせと安納の頭文字をとりタッグチーム「MArZ」を結成。9月6日の旗揚げ戦では播磨佑紀＆尾崎妹加のTurtleZ（タートルズ）に敗北。10月11日にはスターダムに参戦。「安納サオリ本格プロレス参戦マッチ」と銘打たれ加藤悠と対戦した。以降、スターダム常連となり、11月15日には後楽園ホール初登場。美邑弘海＆スターライト・キッド組と対戦する（パートナーは加藤悠）。
2016年3月27日、Beginning「アクトレスガールズ Act6」ではまなせゆうなとシングルマッチを行い、18分33秒ビッグブーツからのフィッシャーマンスープレックスで師匠越えを果たした。12月29日、さいたまスーパーアリーナ・コミュニティアリーナで行われた格闘技EXPO2016のBeginning提供試合に出場。まなせとのタッグを復活させた。
2017年4月7日、JWP 25th anniversary後楽園大会で藤ヶ崎矢子の持つJWP認定ジュニア王座&POP王座に挑戦、7分50秒 変形リバース・ゴリー・スペシャルに敗れる。4月19日、万喜なつみとのタッグでWRESTLE-1・後楽園ホール大会に参戦。木村花＆才木玲佳組に敗れる。5月4日、堀田自主興行で堀田祐美子&豊田真奈美組と対戦（パートナーは万喜なつみ）。21日、大館大会で堀田祐美子&木村花組と対戦（パートナーは万喜なつみ）。28日には熊井マキのデビュー戦を含むダブルヘッダーを行う（もう1試合は万喜なつみと組んでの中野たむ＆関口登子戦）。7月30日、ドリーム女子プロレスで藤ヶ崎を二段式原爆固めで下しPOP王座を獲得、アクトレスガールズとして初のベルト戴冠者となる。8月27日、全日本プロレス45周年記念両国大会 ～新たなる決意～ に第0試合で出場。
2018年9月7日の興行で、尾崎魔弓率いる正危軍入りを表明。9月25日に開幕するBeginning初の王者決定戦、アクトレスガールズシングルチャンピオン決定トーナメントに出場。1回戦で未依をフィッシャーマンズスープレックスで撃破。10月9日の2回戦ではドラゴンスープレックスホールドで万喜なつみに勝利。11月15日、後楽園ホールで行われた決勝戦で沙紀を破り、初代AWG王者に輝いた。
2019年1月6日、新木場1stRINGにて高瀬みゆきを破りAWGシングル王座初防衛に成功。これ以降、関口翔（3月14日・新木場）・本間多恵（6月16日・新木場）・ジュリア（7月21日・大阪府立体育会館）と防衛を重ねる。11月28日、アクトレスガールズを12月30日の新木場1stRING大会をもって退団することが発表され、12月30日の新木場大会をもってアクトレスガールズを退団した。

### フリー時代
2020年5月16日、DDT・TVSHOWスタジオ大会にて、赤井沙希の「おきばりやす七番勝負」の一戦として対戦するも敗北。8月28日、OZアカデミー横浜文化体育館大会にて尾崎魔弓の保持するOZアカデミー認定無差別級王座に挑戦。それまでは尾崎と同じ正危軍だったため黒いコスチュームだったが、この試合では純白のコスチュームで登場。敗北も、尾崎は正危軍の戦い方を教える試合だったと語り、改めて正危軍として共にする事となる。10月3日、アイスリボン横浜ラジアントホール大会に藤本つかさの対戦相手Ｘとして純白コスチュームで登場。以降レギュラー参戦となる。
2021年4月23日、腰椎横突起骨折のため以降欠場。8月18日、後楽園ホールにて行われた正危軍興行にて復帰。
2022年5月28日から開催されたICE×∞王座決定トーナメントにて一回戦で清水ひかり、6月18日の2回戦であーみんを下し準決勝進出。6月26日、アイスリボン後楽園ホール大会にて行われたICE×∞王座決定トーナメント準決勝でアクトレスガールズ時代の同期である本間多恵と対戦し勝利、決勝戦に駒を進める。同大会のメインイベントとして行われた決勝戦にて真白優希と対戦、これを制し第34代ICE×∞王者となる。また、これがフリーとなって以降初のシングル王座戴冠となる。
2023年1月22日、横浜アリーナにて行われたプロレスリング・ノアの興行『GREAT MUTA FINAL " BYE-BYE"』に出場。ジャングル叫女とタッグを組み、雪妃真矢&夏すみれ組と対戦。特殊な興行を除き、それまで女子選手の参戦がなかったプロレスリング・ノアにて、初めて試合を行った女子プロレスラーとなった。
3月19日、トトロさつきに敗れICE×∞王座から陥落。4月1日の蒲田大会を最後にアイスリボンでのレギュラー参戦が終了した。

### スターダム参戦
4月2日のスターダム・後楽園ホール大会にてKAIRIの紹介で「今後波紋を呼ぶかもしれない人物」としてスターダムに6年ぶりに登場し、KAIRI・なつぽいとのトリオ「REstart」でアーティスト・オブ・スターダム王座に挑戦することを明かした。4月15日、スターダム・代々木大会にて、メンバーが脱退したばかりのCOSMIC ANGELSに加入する。4月23日、「ALLSTAR GRAND QUEENDOM 2023」にて、アーティスト・オブ・スターダム王座を獲得した。これ以降はフリーランスとしてスターダムを主戦場としているほか、OZアカデミー、センダイガールズにも並行して参戦している。5月31日、自身初の写真集『unknown』を東京ニュース通信社から発売。8月13日、なつぽいとのタッグでゴッデス・オブ・スターダム王座に挑戦し、勝利。ゴッデス王座を獲得し、9月3日には防衛にも成功したものの、11月になつぽいの負傷によりゴッデス王座を返上した。11月18日、MIRAIが持つワンダー・オブ・スターダム王座に挑戦し、30分時間切れ引き分けに終わる。その後、12月29日の「STARDOM DREAM QUEENDOM 2023」にて、リマッチを行い勝利。スターダムのシングル王座初戴冠となる。
2024年3月、4月からスターダムと専属契約を結ぶことを明らかにした。なお、スターダムからの提案で他団体参戦が可能な契約を結んでおり、OZアカデミーやセンダイガールズなどへの参戦は継続する。この形式での契約はスターダムで初である。

## 得意技
ジャパニーズ・オーシャン・スープレックス
豊田真奈美直伝。この技でMIRAIからワンダー・オブ・スターダム王座を奪取した。
ドラゴン・スープレックス・ホールド
大一番で使用する現在最上級のフィニッシュホールド。
ジャーマン・スープレックス・ホールド
これで試合が決まることもある。投げっぱなし式も使用。
フィッシャーマンズ・スープレックス・ホールド
デビュー時から使っている以前の主なフィニッシュ技。
ポテリング
逆さ押さえ込みからブリッジする抑え込み技。倉垣翼のウイングクラッチホールド、BUSHIのブシロールと同形。
スペシャル・ポテリング
相手の両足を踏みつける形で決めるポテリング。
エイトロック
ブリッジをして固める変形4の字。
タンタンドル
変形ローリング・ネックブリーカー・ドロップからブリッジでそのまま押さえ込む。技名はフランス語で「優しい時間」（temps tendre）の意。
あのwring
アンノウン
変型腕挫十字固
ドラゴン・スクリュー
女子プロレスラーでは珍しい使い手。

## 入場曲
- メギツネ（BABYMETAL）[29]
- Inferno（三浦英之）※スターダムのみで現在使用中。

## タイトル歴
Actwres girl'Z
- 初代AWGシングル王座

OZアカデミー女子プロレス
- 第32代OZアカデミー認定無差別級王座
- 第30代OZアカデミー認定タッグ王座
  - w / 雪妃魔矢

PURE-J女子プロレス
- 第22代プリンセス・オブ・プロレスリング王座

アイスリボン
- 第34代ICE×∞王座

センダイガールズプロレスリング
- 第14代センダイガールズワールドシングル王座

スターダム
- 第20代、第22代ワンダー・オブ・スターダム王座
- 第29代ゴッデス・オブ・スターダム王座
  - w / なつぽい
- 第23代、第33代アーティスト・オブ・スターダム王座
  - w / KAIRI＆なつぽい
  - w / 中野たむ＆なつぽい

## 人物
2015年までは舞台女優をしていたが、アクトレスガールズの代表に居酒屋で声をかけられ『お前は女子プロレスのスターになる』と言われ入団を決めた。2015年5月31日の旗揚げ大会でデビューするまでの期間は舞台も出るのを止め、練習に専念していた。
アクトレスガールズ時代に2度ほどスターダムから所属契約を持ちかけられたものの、アクトレスガールズを優先させねばならずに断った過去があるが、実は当時からスターダムに入りたかった事を後に明かしている。
ブリッジが美しく豊田真奈美らからお墨付きをもらっている。
2020年1月27日放送のしゃべくり007において、くりぃむしちゅーの有田哲平からイチオシ美女として紹介された。

## ブラックポテ子
2016年10月のファイヤープロレス・ハロウィン大会で初登場した安納の別キャラクター。黒いレース地のアイマスクに漆黒コスチューム、赤いガーターベルトというSM嬢を思わす出で立ちのヒールレスラー。限定キャラになるかと思われたが、11月24日、超戦闘プロレスFMWにも登場。12月27日のアクトレスガールズ新木場大会でホーム初登場を果たした（パートナーは堀田祐美子、対戦相手は仁科鋭美 &中野たむ組）。

## メディア出演

### 舞台
- 「天国ノギフトカウンター」（2014年10月9日 - 12日、シアターブラッツ） - このみ 役
- ワイアールジャパン「ある女の、ある物語」（2014年10月23日 - 26日、サンモールスタジオ） - 美智子 役
- スターダムプロモーション「タガタメナルゾ?」（2014年11月28日 - 30日、大塚・萬劇場）  - 主演の親友 尚 役
- オフィス・ナカジ「ハルジオン」（2015年2月6日 - 8日） - キャバ嬢 京子 役
- オフィス・ナカジ「英姿颯爽」（2015年4月14日 - 19日） - 引きこもり 幸子 役
- 「Sing Equally under the Sky 〜DIVISION〜」（2016年10月） - ジュディス 役[33]
- AWG「カウント2.9！」（2018年7月26日 - 29日、新木場1stRING）

### テレビ
- レジェンド女子プロレス ファイティングガールズ（2017年2月3日、フジテレビ）[34]
- A LABBO（2024年12月4日・11日、テレビ朝日）
- THE 夜もヒッパレ!「復活!見たい聴きたい歌いたい曲TOP10」（2025年5月24日、日本テレビ）[35]
- 上田ちゃんネル（2025年7月4日、テレビ朝日系列）

### Webテレビ
- 美人が集結！4.23大会の見所をきいちゃおう!（2017年4月21日、ニコニコプロレスチャンネル）[36]
- ヒロミ・指原の“恋のお世話始めました” （2023年8月10日、ABEMA）

## 作品

### 写真集
- 『unknown』 - 東京ニュース通信社